# Santa Maria de Gerri
El monestir de Santa Maria de Gerri està situat a la vila de Gerri de la Sal, a la comarca del Pallars Sobirà, dins de l'antic municipi de Gerri de la Sal.
Està situat a la riba esquerra de la Noguera Pallaresa, davant per davant, a llevant, de la Vila closa de Gerri. El Pont del Monestir, o de Gerri, uneix, d'ençà que fou construït, la vila amb el monestir.

## Història
Va ser fundat el dia 20 de juny del 807, quan el prevere Espanell va organitzar una comunitat monàstica sota l'advocació de sant Vicenç, que va passar l'any 839, sota la regla de sant Benet. Es trobava sota la jurisdicció del bisbat d'Urgell, i va contribuir a l'evangelització del Pallars després del domini sarraí.
L'any 966 van aconseguir la protecció directa de la Santa Seu amb l'advocació de Santa Maria, passant a dependre del monestir de Abadia de Sant Víctor de Marsella.
Sant Ot d'Urgell, bisbe d'Urgell, afavorí molt el monestir, procurant-li la restitució de béns i regint-lo un quant temps com a abat poc abans de la seva mort, la qual li va arribar precisament al monestir de Gerri, on es troba la seva tomba, el dia 7 de juliol de l'any 1122.
L'any 1190 totes les seves possessions passaven sota la protecció directa del rei Alfons I. Va arribar a ser el monestir més ric del bisbat d'Urgell per les grans donacions que va rebre entre els segles xii i xiii i va ser a partir del segle xiv quan va començar la decadència. Una butlla del papa Climent VIII, l'any 1592, fa que deixi de dependre del monestir de Marsella i s'incorpori a la Congregació Claustral de Tarragona, amb el nomenament de Lluís Sanç, bisbe de Solsona, com a nou abat. Durant la desamortització del 1835 es va ser exclaustrat.

## Edifici

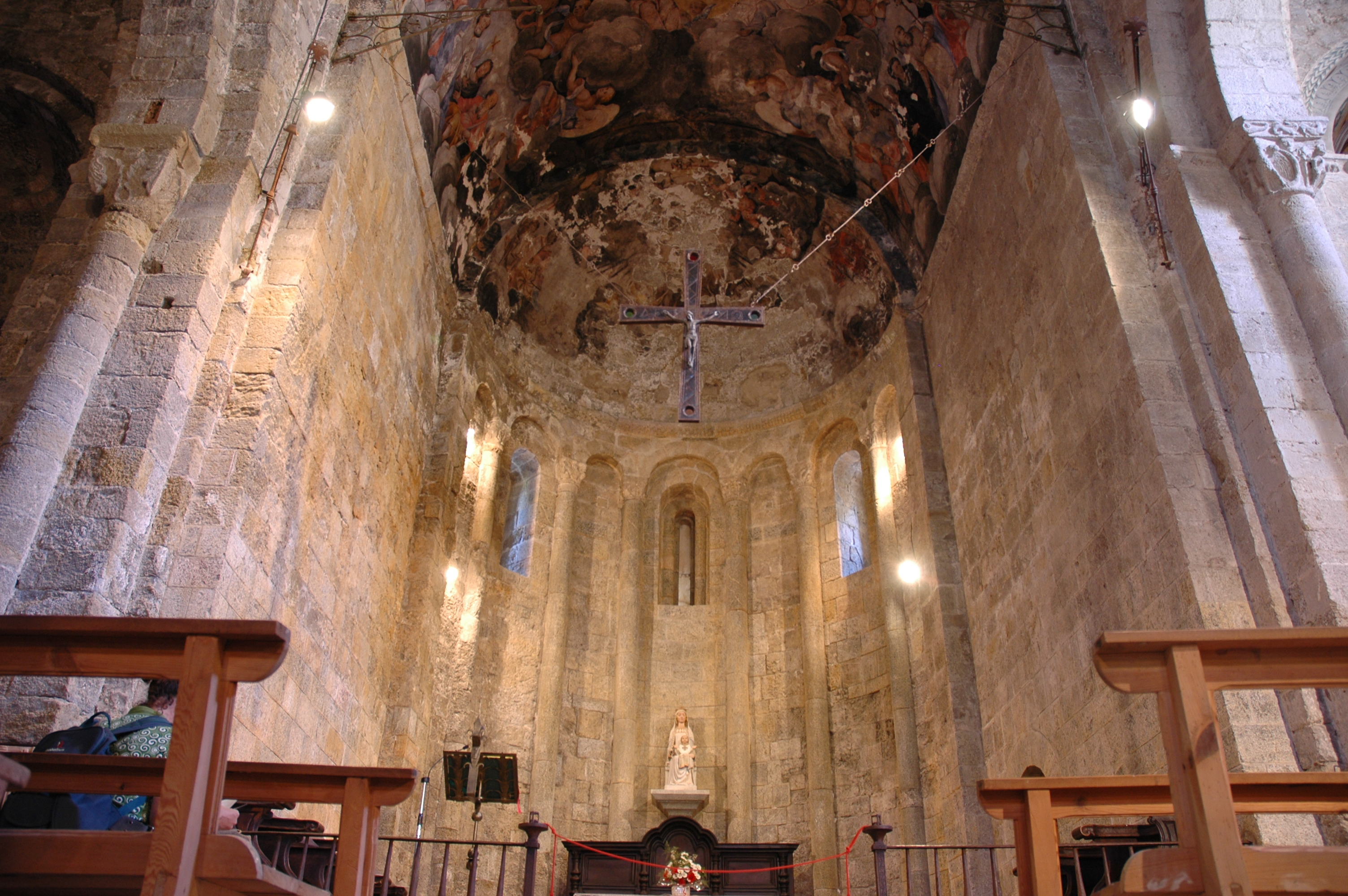
Interior de l'absis

Del conjunt monàstic, l'església és el que es conserva, car de la resta solament queden ruïnes.
El temple és el construït durant el segle xii i té planta basilical de tres naus, sense transsepte i amb tres absis semicirculars, els laterals s'obren directament a la nau i el central, molt més ampli, està precedit d'un presbiteri a un nivell més baix que la nau.
La nau central té coberta de volta de canó i de quart d'esfera les laterals; les voltes estan reforçades per arcs torals. L'absis central està decorat amb set arcuacions, sostingudes per semicolumnes amb els capitells esculpits, de construcció semblants als del monestir de Sant Pere de Galligants.
A l'interior de l'església es troben trenta capitells en total esculpits amb motius vegetals, animals fantàstics, monstres, àngels i personatges amb lleons o serps.
La sala capitular està decorada amb pintura mural al tremp d'època barroca, de gran interès artístic i històric, del qual es desconeix l'autoria. La temàtica és religiosa, però combina trets decoratius, figuratius i al·legòrics amb un alt grau de simbolisme. Les escenes s'emmarquen en els espais arquitectònics creats físicament: cambril, voltes, arquivoltes, timpans, cúpula, petxines i sostre de la llanterna, així com en els paraments llisos on es tanquen els espais amb motius decoratius com garlandes i orles que tanquen de manera il·lusionista les escenes representades. Les pintures ocupen una superfície de quasi 450 m². Durant el 2012 es van restaurar per membres del Centre de Restauració de Béns Mobles de Valldoreix.

## Exterior

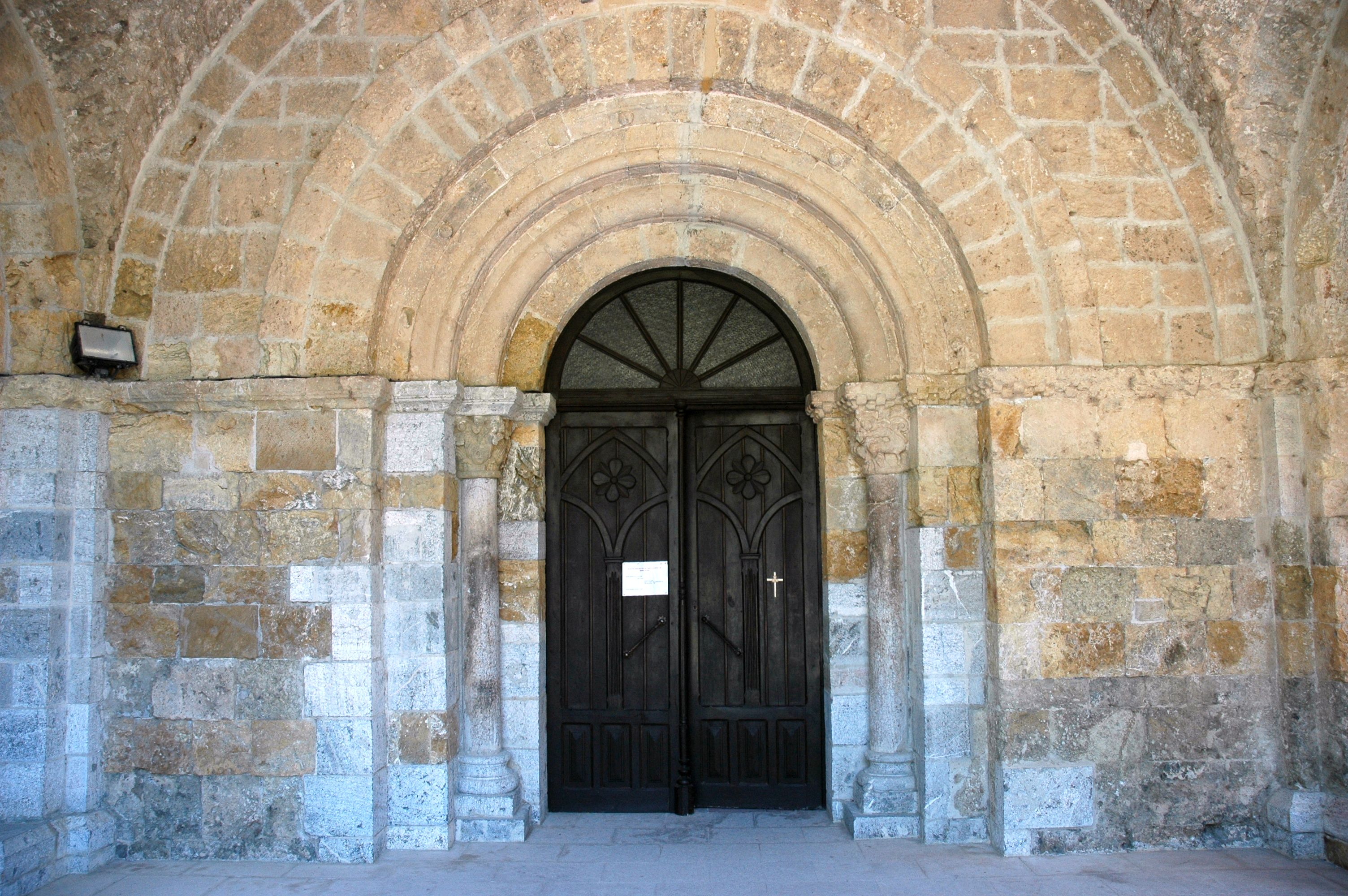
La portalada

El temple conserva tres portes, la de la façana sud que comunica amb el cementiri, ha estat molt reformada; la del mur nord és la que donava a les dependències monacals i al claustre.
En la façana oest, es troba la porta d'entrada principal amb arc de mig punt i tres arquivoltes en gradació i un guardapols format per una motllura llisa. Els arcs descansen sobre una imposta amb decoració en escacat.
Té un campanar de cadireta de tres pisos, amb dues obertures als dos primers nivells i una a la part superior; totes formades per arcs amb motllures trilobades.